# Sacred Note〜神聖な覚え書き〜
『Sacred Note 〜神聖な覚え書き〜』(セイクレッド・ノート しんせいなおぼえがき）は、2013年12月4日に発売されたEPOのミニ・アルバム。ジャケットは、通常のプラケースではなくデジパック仕様となっている。発売元はEPOの個人レーベルeponica Record。

## 概要
冬を意識して制作された企画ミニ・アルバム。シングルとして発売された「12月のエイプリル・フール」や「聖き彼の人」のセルフ・カヴァーをはじめ、オリオンビール「麦の雫」CMソング「だんらん♪」などを収録。神聖な世界とポップな世界を統合させ、新たなジャンル ″ヒーリング・ポップス″ という独特の世界観が表現された作品。ジャケット、ライナーノーツに用いられた絵画は、イラストレーターの北見隆が描いたもの。
帯コピー：″あたりまえのことがすべての美しさに通じる。楽しいけど深い言葉の贈り物。″
本作発売直前の11月30日には、東京・原宿クエストホールにてコンサート「EPO AQUA NOME II 2013 Sacred Note 〜神聖な覚え書き〜」が開催され、会場内ではアルバムの先行販売が行われた。
CDジャーナルのミニ・レビューでは、「久しぶりに聴くEPOの歌声は若々しく瑞々しい。サブ・タイトルの ″神聖な覚え書き″ にあるように、宗教音楽風のサウンドがポップにアレンジされていたり、おしゃれでキュートなテイストは健在」と評されている。

## 収録曲

### CD
| 全作詞・作曲: EPO。 |                                                        |      |            |                 |                        |      |
| #                   | タイトル                                               | 作詞 | 作曲・編曲 | 編曲            | オーケストラ・アレンジ | 時間 |
| 1.                  | 「神の仕事 - Piece of God」                            | EPO  | EPO        |                 | EPO                    | 4:23 |
| 2.                  | 「風の散歩道 - Wind Blowing on the Empty Road」        | EPO  | EPO        |                 | EPO                    | 5:17 |
| 3.                  | 「だんらん♪ - Happier Happiness at Home」              | EPO  | EPO        |                 | EPO                    | 4:42 |
| 4.                  | 「12月のエイプリル・フール - April Fools in December」 | EPO  | EPO        | EPO             |                        | 5:33 |
| 5.                  | 「いけないことかな - Nothing's to Be Blamed」          | EPO  | EPO        |                 | EPO                    | 4:25 |
| 6.                  | 「聖き彼の人 - To My Destined One」                    | EPO  | EPO        | EPO & AQUA NOME |                        | 8:05 |

### 曲解説
1. 神の仕事
  - 写真家の内藤順司と医師の河原尚行によるフォトエッセイ「もうひとつのスーダン」に感動し生まれた作品[7][6]。
2. 風の散歩道
  - 東日本大震災で犠牲になった人々や被災者の人々、震災で失われた命あるもの全てに捧げるメッセージソング[6]。
3. だんらん♪
  - ″家飲み″をテーマに作られた曲。ある日、住居がある沖縄に戻る飛行機の中で突然メロディーが湧いてきたという。オリオンビールの商品「麦の雫」のCMソングとして使用された[7][6]。
4. 12月のエイプリル・フール
  - 原曲は9枚目のシングル表題曲で、今作には2012年に原宿QUESTホールで行われたライブ ″AQUA NOME″ での音源を収録。EPOは、「歌の世界が普遍的なものだからこそ現在の自分の歌として命を吹き返すことが出来た」と述懐している[6]。
5. いけないことかな
  - EPO自身の実体験が基になっている。長い間一緒に暮らしていた猫が亡くなった時の悲しみからもう生き物を飼うのは止めようと思っていたが、ある日家に迷い込んだ子猫に出会い、再び生き物を愛する心が動き始めたという。″愛から生まれたものを、愛へと見送る″ がテーマ[6]。
6. 聖き彼の人
  - 原曲は30枚目のシングル表題曲。2006年に行われたライブ ″AQUA NOME″ の音源に声を重ねてリミックスしたもの[6]。

## レコーディングメンバー
| 神の仕事 - Backing Vocals & All Instruments: EPO 風の散歩道 - Backing Vocals & All Instruments: EPO - A. Guitar: 笹子重治 - Bass: 沢田穣治 - E. Piano: 細井豊 - Drums: 佐藤正治 だんらん♪ - Backing Vocals & All Instruments: EPO - A. Guitar: 笹子重治 - Bass: 瀬川信二 - E. Piano: 細井豊 - Drums: 佐藤正治 | 12月のエイプリル・フール - A. Guitar: 笹子重治 - Percussion: 渡辺亮 - E. Guitar: 秋元カヲル - Tuba: 岩原智 - Morinkhuur: 嵯峨治彦 - Violin: 江藤有希 - Piano: ウォン・ウィン・ツァン いけないことかな - Backing Vocals & All Instruments: EPO - A. Guitar: 笹子重治 - Bass: 沢田穣治 - E. Piano: 細井豊 - Drums: 佐藤正治 聖き彼の人 - Backing Vocals: EPO - A. Guitar: 笹子重治 - Percussion: 渡辺亮 - E. Guitar, Backing Vocal: 秋元カヲル - Tuba: 岩原智 - Morinkhuur, Throat-Singing: 嵯峨治彦 |

## 参考資料
- 『Sacred Note 〜神聖な覚え書き〜』（ライナーノーツ）EPO、eponica Record、2013年12月4日。XQGR-1002。